# Великая Дымерка
Вели́кая Ды́мерка (укр. Велика Димерка) — посёлок в Броварском районе Киевской области Украины. Административный центр Великодымерской поселковой общины.

## История
Первые письменные воспоминания о Дымерке, как о поселении, которое относится к Остёрскому замку, известны с 1552 года. Но это село имеет древнерусские корни, в том числе связанные со своим названием. Дымерские земли в 1650 году переходят от знатной семьи Аксаков к гетманской семье Выговских, а позже — к церковным владениям Киево-Печерской Лавры. В XVII столетии через Дымерку проезжают русские императрицы Елизавета Петровна и Екатерина II. С этими событиями связана часть местных легенд. В 1888 году в селе на замену старому храму построили новую большую деревянную церковь. Храм сохранился до наших дней и является объектом культурного наследия.
Перед Великой Отечественной войной Дымерка становится Великой Дымеркой — центром Великодымерского района. В то время жители села основывают ряд других поселений — Калиновку, Малую Тарасовку, Захаровку.
На 1 января 2013 года численность населения составляла 9623 человека.

## Экономика
В посёлке размещён завод «Кока-Кола» мощностью 1100 тысяч литров в сутки (51-й км автодороги М-01).

## Известные жители и уроженцы
- Матвей Ильич Кляшторный (1905—1967) — советский учёный-химик и изобретатель.[3][4][5]
- Постол Виктор Васильевич (род. 1984) — украинский боксёр-профессионал, выступающий в первой полусредней весовой категории (до 63,5 кг). Чемпион мира по версии WBC (2015—2016) в 1-м полусреднем весе.
- Печерин Владимир Сергеевич (1807—1885) — русский поэт, религиозный мыслитель.
- Юхта Николай Алексеевич — украинский поэт, художник.